# Eulalia brunnea
Eulalia brunnea är en ringmaskart som först beskrevs av Hartmann-Schröder 1963.  Eulalia brunnea ingår i släktet Eulalia och familjen Phyllodocidae. Inga underarter finns listade i Catalogue of Life.